# Галауцаш-Парау (Харгита)
Галауцаш-Парау (рум. Gălăuțaș-Pârău) насеље је у Румунији у округу Харгита у општини Галауцаш. Oпштина се налази на надморској висини од 721 m.

## Становништво
Према подацима из 2011. године у насељу је живело 400 становника.